# Odontopera luzonensis
Odontopera luzonensis är en fjärilsart som beskrevs av Alfred Ernest Wileman och South 1917. Odontopera luzonensis ingår i släktet Odontopera och familjen mätare. Inga underarter finns listade i Catalogue of Life.